# Zaidín (Huesca)
Zaidín (en catalán: Saidí) es un municipio español de la provincia de Huesca perteneciente a la comarca del Bajo Cinca, en la comunidad autónoma de Aragón. Se sitúa en la margen izquierda del río Cinca.

## Etimología
El nombre de Zaidín procede del término árabe "Saedin" («brazo de agua» o «tierra entre ríos»). Otra posible interpretación derivaría del árabe زيدين, zaydīn, ‘zaydíes’, plural en genitivo de zaydí. La existencia en Aragón de diversos topónimos que incluyen el nombre propio Zayd (Beceite, Calaceite, La Zaida, Binaced, Vinaceite, etc.), así como el distrito -iqlim- de Zaydún al sur de la Marca Superior, sugiere la presencia de la minoría chií zaydí en los distritos al este de Saraqusta.

## Historia
- En enero de 1092 el infante Pedro (futuro Pedro I de Aragón) dio el castillo de "Zaidi" a Pedro Ramón de Eril.[7]
- De realengo entre 1168 y 1170 por presentar tenente[8]
- En 1234 era de realengo.[9]
- En 1278 lo tenía en feudo Ramón de Moncada.[10]
- El 7 de octubre de 1294 el rey Jaime II de Aragón cedió Zaidín a Guillén de Moncada a cambio de otros bienes.[11]
- El 2 de septiembre de 1333 Juan, patriarca de Alejandría y administrador de la iglesia de Tarragona, legó el lugar de Zaidín al monasterio de Scala Dei y el dominio directo, mero y mixto imperio, al rey Alfonso IV de Aragón, a condición de que éste aprobase la donación, lo que hizo el 30 de mayo siguiente de 1334.[12]
- El 20 de octubre de 1358 Pedro, conde de Ampurias, recibió a cambio el lugar de Zaidín de manos del monasterio de Scala Dei.[13]
- El 18 de junio de 1386 el rey Pedro IV de Aragón dio Zaidín a Guillén de Moncada.[14]
- El 19 de enero de 1405 era de Berenguer de Bardají.[15]
- El 19 de diciembre de 1422 era de Berenguer de Bardají, que lo legaba en su testamento.[16]
- En 1610 era de Luis de Bardají.[17]

## Economía
La economía del municipio se basa en la agricultura y la ganadería. Habiendo un gran número de granjas de porcino, alguno de bovino y ovino.

## Administración y política
| Período   | Alcalde                       | Partido |  |
| --------- | ----------------------------- | ------- |  |
| 1979-1983 | Jaime Seuma Isabal            | UCD     |  |
| 1983-1987 | Jaime Seuma Isabal            | CDS     |  |
| 1987-1991 | Fernando Solsona Guillén      | PSOE    |  |
| 1991-1995 | Fernando Solsona Guillén      | PSOE    |  |
| 1995-1999 | María Teresa Pascual Sanfeliú | PSOE    |  |
| 1999-2003 | María Teresa Font Estruga     | PAR     |  |
| 2003-2007 | María Teresa Font Estruga     | PAR     |  |
| 2007-2011 | María Teresa Font Estruga     | PAR     |  |
| 2011-2015 | Marco Antonio Ibarz Guillén   | PSOE    |  |
| 2015-2019 | Marco Antonio Ibarz Guillén   | PSOE    |  |

| Partido político    | Partido político                                   | 2003   | 2007   | 2011   | 2015   |
| Partido político    | Partido político                                   | Ediles | Ediles | Ediles | Ediles |
|                     | Partido de los Socialistas de Aragón (PSOE-Aragón) | 4      | 4      | 6      | 6      |
|                     | Partido Popular de Aragón (PP)                     | 1      | 1      | 3      | 2      |
|                     | Partido Aragonés (PAR)                             | 4      | 4      | 0      | 1      |
| Total de concejales | Total de concejales                                | 9      | 9      | 9      | 9      |

## Demografía
Zaidín cuenta con una población de 1785 habitantes (INE 2024).
| Gráfica de evolución demográfica de Zaidín entre 1842 y 2021                                                                                                |
| |
| Población de derecho según los censos de población del INE Población de hecho según los censos de población del INEEn este censo se denominaba Zaydin: 1857 |

| Nacionalidad | Hombres | Mujeres | Total | %      | Proporción |
| ------------ | ------- | ------- | ----- | ------ | ---------- |
| Española     | 611     | 592     | 1203  | 64.2 % |            |
| Extranjera   | 363     | 306     | 669   | 35.8 % |            |

## Monumentos
- Parroquia dedicada a San Juan Bautista
  - Consta en planta de tres naves en planta de cruz latina y cimborrio.
  - Portada típicamente barroca, con arco de medio punto, y estructura de retablo sobre éste, con hornacina.
- Ermita de San Antón
- Castillo de Zaidín

## Cultura
- Casco urbano amurallado que data del siglo XVI, que se conservó hasta mediados del siglo XX. Esta muralla contaba con cinco puertas: El Portal, La Porteta, El Forat, El Furigachó y la última tenía además una torre de defensa y vigilancia. Dentro de la muralla estaba el castillo de los señores de Zaidín.Todavía se conserva parte de la muralla, que es visible desde la carretera que va de Fraga a Monzón.

### Habla
El saidiné, el habla local, es considerado por la mayoría de los estudiosos como un dialecto del catalán nordoccidental, más concretamente del grupo ribagorzano es decir, de lo que en Cataluña se llama las hablas de "la Franja". Sin embargo, de forma parecida a lo que ocurre con la polémica del valenciano, también existen diferencias entre los hablantes sobre la pertenencia o no de la lengua al catalán. Estos últimos, se dividen entre los que consideran el saidiné como un dialecto del aragonés o de transición entre el aragonés y el catalán y los que creen que son hablas propias evolucionadas en la zona.
Los hablantes del saidiné, independientemente de que lo consideren un dialecto del catalán o no, hacen una distinción entre los hablantes de català y los del fragatino (dialecto de Fraga), mequinensà (dialecto de Mequinenza), torrentí (dialecto de Torrente de Cinca), etc. Esto puede dar una idea de la particularidad del dialecto, si tenemos en cuenta que se considera que hablantes de localidades a menos de 10 km hablan "catalán". El hecho se explica habitualmente por ser un dialecto de "frontera", con fuertes influencias del castellano y del aragonés.
Hasta finales del siglo XX todavía vivían personas de avanzada edad que sólo hablaban saidiné. Actualmente los hablantes son bilingües o trilingües, el castellano es la lengua en la que se suele recibir toda la educación primaria y secundaria. En la década de 1980 se introdujo la enseñanza del catalán en la educación secundaria.
Una característica del lenguaje es la substitución en determinadas palabras de la “l” por la “ll”, del catalán, como por ejemplo se dice “poblle” en vez de “poble”, “plloure” por “ploure”, “pllats” por “plats” y así sucesivamente. Otra particularidad, es la primera persona del verbo ser, que el saidine es “jo sic” en vez de “jo soc” del catalán.

### Deporte
El pueblo posee un circuito de motocrós, campo de fútbol, piscinas municipales piscinas y Cancha automatizada de tiro al plato.

### Fiestas
- Día 17 de enero en honor a san Antón (romería)
- Día 15 de agosto, en honor de la Virgen de la Asunción (fiestas patronales)